# (14092) Gaily
(14092) Gaily est un astéroïde de la ceinture principale.

## Description
(14092) Gaily est un astéroïde de la ceinture principale. Il fut découvert le 29 juin 1997 à Kitt Peak par le projet Spacewatch. Il présente une orbite caractérisée par un demi-grand axe de 2,70 UA, une excentricité de 0,04 et une inclinaison de 1,3° par rapport à l'écliptique.

## Compléments